# شارون ستيوارت
شارون ستيوارت (بالإنجليزية: Sharon Stewart) هي عداءة سريعة أسترالية، ولدت في 17 أغسطس 1965.

## وصلات خارجية
- شارون ستيوارت على موقع الاتحاد الدولي لألعاب القوى (الإنجليزية)
- شارون ستيوارت على موقع النتائج التاريخية لألعاب القوى الأسترالية (الإنجليزية)
- شارون ستيوارت على موقع اتحاد ألعاب الكومنولث (مؤرشف) (الإنجليزية)